# Cancer des fileurs de coton
Le cancer des fileurs de coton ou cancer de la mule-jenny était une forme de cancer, un épithélioma du scrotum. Il a été signalé pour la première fois en 1887 dans une  filature de coton utilisant la mule-jenny. En 1926, un comité du gouvernement britannique a approuvé l'idée que cette forme de cancer était provoquée par l'action prolongée des huiles minérales sur la peau du scrotum, et parmi ces huiles, l'huile de schiste a été estimée la plus cancérogène. De 1911 à 1938, on a compté 500 décès du cancer du scrotum parmi les fileurs de coton mais seulement trois parmi les fileurs de laine.

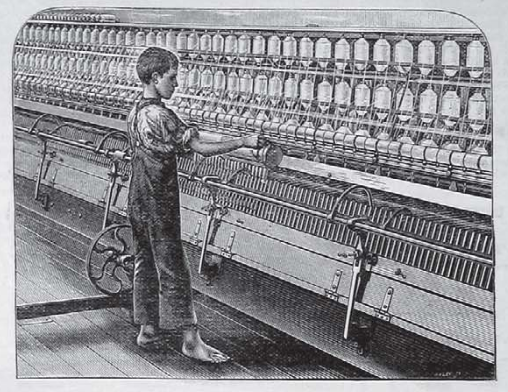
Photographie d'une mule-jenny en 1892 (à droite), montrant où se trouve la navette par rapport au corps du jeune opérateur de 12 ans

## Introduction
Vers 1900 on constatait une forte incidence de  cancer du scrotum dans les anciennes filatures. Le cancer frappait électivement les fileurs de coton et épargnait les fileurs de laine ou d'autres ouvriers utilisant la mule-jenny. La responsabilité en a été attribuée au mélange d'huiles végétales et d'huiles minérales utilisées pour lubrifier les broches. Les broches, lors du fonctionnement de la machine projetaient à la hauteur de l'entrejambe, un brouillard d'huile qui était absorbé par les vêtements des fileurs. Dans les années 1920, il a été porté  beaucoup d'attention à ce problème. Les mule-jenny utilisaient ce mélange depuis les années 1880, et les machines à coton tournaient plus rapidement et à une température plus élevée que les autres machines, et nécessitaient une lubrification plus fréquente. La solution était d'imposer une obligation légale d'utiliser uniquement des huiles végétales ou bien des huiles minérales blanches, réputées non cancérogènes. Mais entretemps les mule-jenny des filatures de coton avaient été remplacées par les métiers à filer à anneaux et l'industrie se contractait, par conséquent, il n'a jamais été prouvé que ces mesures avaient été efficaces.

## Mule-jenny
Une paire de machines de 150 pieds (46 m) avec 1 320 broches chacune était conduite par trois ouvriers : le brocheur, le grand et le petit noueur. Le petit noueur débutait sur la machine vers son quatorzième anniversaire, et espérait obtenir un jour le statut de brocheur. Tous ces hommes travaillaient pieds nus, portaient  un pantalon blanc en coton léger. Il y avait quatre tâches de base : le garnissage, la levée de fil, le nettoyage et le rattachage des fils cassés (nouage). Garnissage et nouage devaient être effectués pendant que la machine était en mouvement. Le garnissage consistait à remplacer les bobines dans le râtelier en rattachant l'ancien fil qui venait d'être dévidé avec le nouveau, il était effectué à partir de l'arrière de la machine. Le nouage consistait à rattacher les extrémités des fils qui avaient cassé. Le noueur attrapait l'extrémité cassée au sommet de la bobine de sa main droite et tirait un fil propre pour l'enrouler autour de l'index gauche. Il enfonçait une mèche propre sortant des rouleaux, tirant la main quand les deux brins étaient tordus ensemble. Tout cela était réalisé lors de la marche d'avant en arrière du chariot, le contact étant effectué pendant les trois ou quatre secondes disponibles lorsque le noueur était assez proche pour se pencher sur le cadre et atteindre les rouleaux. À ce moment, le bras et la jambe gauche en avant, son entrejambe était proche de la base des broches.

## Le cancer
Ce cancer était une manifestation du   carcinome épidermoïde du scrotum qui avait d'abord été observé  en 1775 par Sir Percival Pott chez les ramoneurs de cheminées. Ce fut le premier cancer lié à l'industrie à être identifié et il a été à l'origine appelé verrue de  suie, puis  cancer du ramoneur . Il le décrit:

« C'est une maladie qui débute toujours à la partie inférieure du scrotum où il donne naissance à une lésion superficielle, douloureuse  avec des bords irréguliers et surélevés... en peu de temps elle infiltre la peau, les tissus et les membranes du scrotum, et envahit le testicule qui gonfle et s'indure. Puis la maladie progresse le long du cordon spermatique jusque dans l'abdomen. »

Il commente la vie des garçons :

« Le sort de ces personnes semble particulièrement difficile... ils sont traités avec une grande brutalité... ils sont hissés jusqu'à cheminées étroites et parfois chaudes, (sic) où ils sont meurtris brûlés et presque étouffés, et quand ils arrivent à la puberté ils deviennent... passibles d'une maladie maligne, douloureuse et fatale. »

Le cancérogène supposé était probablement le goudron contenant peut être un peu d'arsenic,.
Lorsque le premier cas de carcinome spinocellulaire du scrotum chez un travailleur du coton a été observé dans les hôpitaux de Manchester en 1887, l'huile de schiste était utilisée dans les usines depuis 35 ans. Une huile lourde était appliquée une fois par jour sur le chariot et les roues, mais une huile plus légère était utilisée trois à quatre fois par jour pour les broches. L'huile lourde pouvait entrer en contact avec les mains des opérateurs, mais c'était l'huile plus légère qui était pulvérisée par les broches et imprégnait les pantalons légers des fileurs de coton au niveau du pubis et du scrotum. Les noueurs essuyaient l'huile lourde de leurs mains en les frottant sur leur pantalon.
Dr Brockbank dans son article de 1941 :
« 
Pour la plupart des hommes  la barrette à aiguilles est située au niveau du pubis et de l'aine et au-dessus du scrotum. Dans une pièce chaude les fileurs en salopette transpirent librement, et cela tend à éliminer la couche lipidique naturelle de la peau pour la remplacer par l'huile de la machine. Dans plus de 80 % des cas ce phénomène se produit du côté gauche, ce qui peut être dû à une ou plusieurs des causes suivantes :
- tout d'abord anatomiquement le testicule gauche pend plus bas que le droit, d'autant plus que l'opérateur se penche en avant en tendant sa main gauche ;
- la transpiration de la partie inférieure de l'abdomen aura alors tendance à s'écouler du côté gauche -  le côté gauche et moins souvent le milieu du scrotum entreront en contact avec la cuisse gauche et le pantalon huileux plusieurs centaines de fois par jour.

 »

## Huiles minérales et théories alternatives
Leitch a rapporté en 1922 qu'il avait badigeonné des souris d'huile de schiste, induisant des carcinomes, tandis que Henry a rapporté en 1926 que l'huile de schiste était utilisée sur les axes en rotation rapide et, en raison de la force centrifuge, pulvérisée. Il y avait, cependant, des sceptiques. D'autres théories avançaient que les fileurs de coton étaient plus sensibles à ce cancer parce qu'ils portaient moins de vêtements que les fileurs de laine, et qu'ils ne portaient pas de sous-vêtements. Selon le Dr Robertson, le cancer était provoqué par la répétition des gestes professionnels, avec l'étirement du corps qui provoquait une traction vers le haut de la combinaison entraînant le frottement du tissu sur le scrotum responsable d'une abrasion. D'autres ont incriminé le manque de propreté corporelle.

## Enquête de l'état
L'enquête a été lancée en mars 1925 et le Dr Henry SA de Manchester qui était le secrétaire de la commission a conclu en 1926, que l'huile minérale avait été identifiée comme la cause première et a dressé une liste de recommandations.

### Recommandations
Tout d'abord que des protections doivent être installées le long de la barrette à aiguille de toutes les machines, et
1. Incitation à la recherche expérimentale sur les huiles en vue de trouver des huiles qui soient inoffensives et en même temps utilisables comme lubrifiants.
2. Développement d'un type de palier de broche anti-éclaboussure, plus particulièrement pour les nouvelles machines.
3. Prévention de la projection d'huile à partir des axes des machines existantes au moyen d'une certaine forme de protection, le type doit être décidé par une série de tests pour être mutuellement convenus et organisés par la Fédération de l'industrie des filateurs.
4. Examen médical périodique des travailleurs.
5. * (a) A titre d'essai d'abord sur la base du volontariat, puis, en cas d'échec le rendre obligatoire dans un délai d'un an ou dans un autre délai à définir.
6. * (b) Réalisé dans l'usine.
7. * (c) Avoir lieu au moins tous les quatre mois.
8. * (d) Doit inclure tous les travailleurs de 30 ans et plus travaillant autour de la machine.
9. * (e) être effectuée par trois ou quatre médecins désignés par l'entreprise, avec l'approbation du Home Office, pour l'ensemble de la zone ou à défaut par des médecins spéciaux nommés pour les zones appropriées par le Home Office en collaboration avec des représentants de l'employeur, tout travailleurs dans une zone donnée devant être examinées par le même homme.
10. Éducation par la distribution périodique de tracts pour attirer l'attention des travailleurs sur l'importance de la propreté et les dangers d'un retard apporté à un traitement précoce

- (en) Cet article est partiellement ou en totalité issu de l’article de Wikipédia en anglais intitulé « Mule spinners' cancer » (voir la liste des auteurs).